# Issi Fabra
Isidre Fabra Bover, més conegut artísticament com Issi Fabra o simplement Issi (Puigcerdà, Baixa Cerdanya, 11 de juny de 1906 - Olot, Garrotxa, 29 de maig de 1994) va ser professor de música, compositor i intèrpret català en sales d'espectacles d'arreu del món.
Va formar-se primer a Puigcerdà on va ser alumne de l'organista mossèn Enric Marfany, i després a París. Durant els anys 50 i 60 va voltar per tot el món dirigint orquestres i acompanyant artistes. Va compondre més de 200 obres de tots els estils: havaneres, sardanes i especialment música de ball i de revista. L'any 1965 retornà a Puigcerdà on es dedicà a l'ensenyament de la música a Cerdanya, Andorra i Perpinyà. Al terme de la seva vida es retirà a Olot on es dedicà plenament a la composició. Una gran part de les seves obres es conserven a l'Arxiu Comarcal de la Cerdanya.